# جامعه

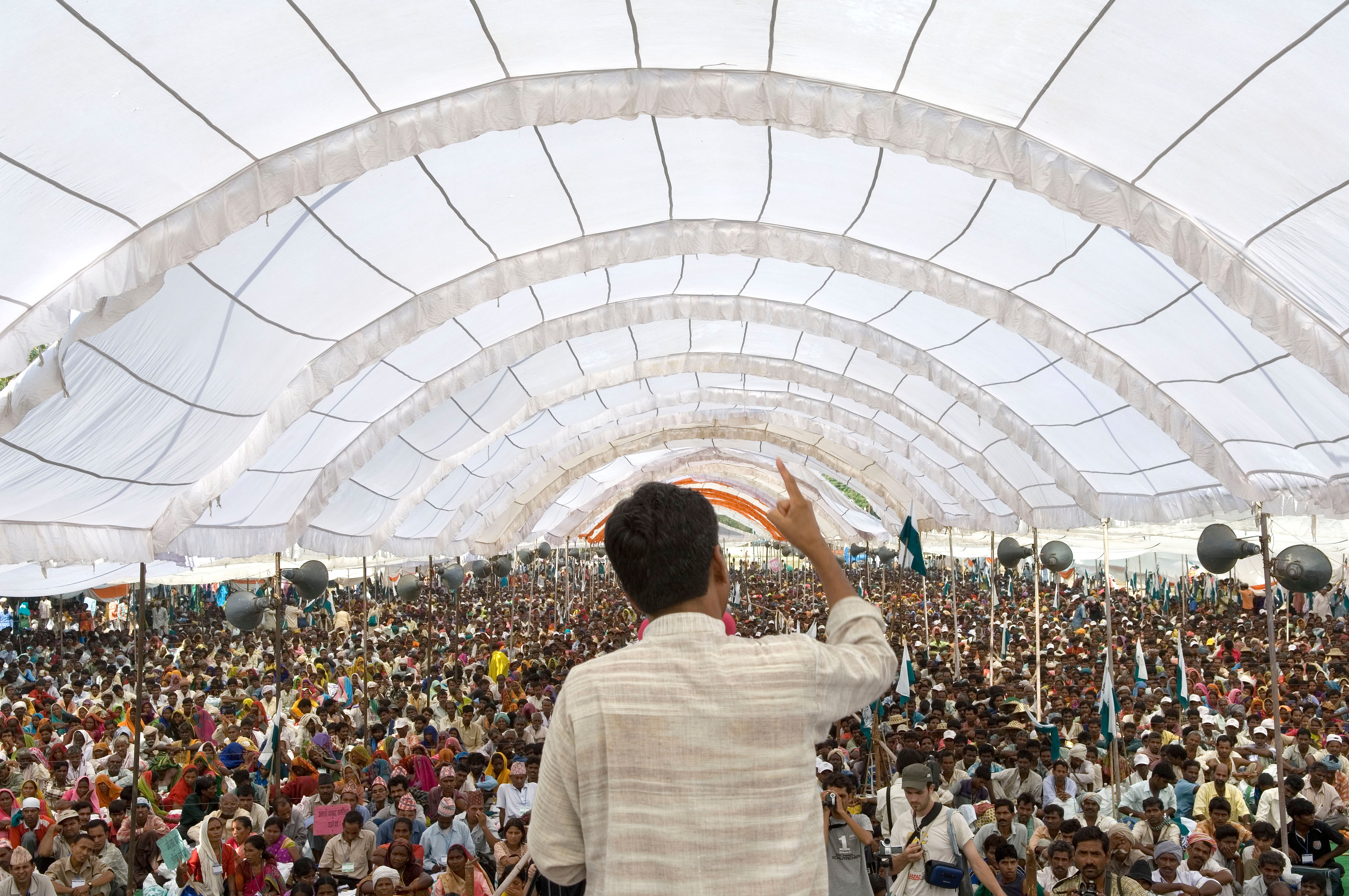
سخنرانی در رویداد ۲۵۰۰۰ نفره

جامعه (به انگلیسی: Society) در اصطلاح جامعه‌شناسی گروه (های) انسانی است مشروط بر این که، دارای تعامل انسانی پایدار باشند که از نظر سرزمینی، حاکمیت یا انتظارات فرهنگی با هم وجه اشتراک دارند. جامعه خود به تناسب الگوی روابط بین افراد آن، قابل دسته‌بندی به زیر مجموعه‌های جمعیتی است تا با ماحصل تجمیع آن‌ها جامعه را بسازند.
در هر جامعه‌ای، باورها و اعتقادات جمعی فارغ از معقول یا غیرمعقول بودن آن‌ها، ارزش‌ها و هنجارهای اجتماعی آن جامعه را می‌سازند که همواره می‌تواند دستخوش تغییرات شوند. مشارکت جمعی افراد جامعه، فرصت‌ها و مزایایی را در اختیار افراد قرار می‌دهد که امکان تأمین آن به شکل فردی، مقدور نیست. از این رو با تعریف جامعه با مفهوم منافع جمعی روبرو می‌شویم که باید آن را از منافع شخصی متمایز دانست؛ هر چند در بسیاری از موارد، این دو مفهوم، نسبت به هم، همپوشانی (برابر کردن یا موازی‌سازی) دارند.
در یک مفهوم ساختارگرایانه، جامعه را می‌توان به عنوان یک بستر اقتصادی، صنعتی، فرهنگی دانست که از مجموعه متنوعی ضمن متمایز بودن از یکدیگر همواره با هم در تعاملند و روابط عینی بین آن‌ها برقرار است؛ در حالی که مجموعه افراد غیر مرتبط را که در یک محیط به سر می‌برند نمی‌توان یک جامعه دانست. این تعامل حتماً تعامل فرهنگ ساختی و احیاناً منجر به تعامل علم ساختی هم هست؛ بنابراین، یک عده مهاجر یا پناهنده که مثلاً در یک اردوگاه، به مدت سه ماه گِرد هم آمده‌اند اگر چه بسیار باشند، به عبارتی در این تعریف نمی گُنجند و جامعه محسوب نمی‌شوند؛ زیرا شرط تعامل پایدار و تعامل فرهنگ ساختی را ندارد.
در درون جامعه، به دلیل وجود علایق مختلف انسان‌ها و گروه‌ها، تضادهای اجتماعی وجود دارند؛ اما با وجود تضاد، تعادل و ثبات جامعه حفظ می‌گردد. در جامعه افراد نقش‌های گوناگونی را می‌پذیرند و به همان نسبت از مزایای اجتماعی مختلفی بهره‌مند می‌شوند. جامعه‌شناسی علمی است که به مسایل عینی جامعه و پدیده‌های اجتماعی در محوریت انسانی می‌پردازد

## ریشه‌شناسی
جامعه واژه‌ای‌ست عربی و مؤنث جامع و به‌معنای گردآورنده (مؤنث) ولی در عربی به دانشگاه جامعه می‌گویند.

## مفاهیم
به شکل کلی جامعه به حدود استقلال اعضا در جمع توجه دارد که نه تنها در بین انسان‌ها، حتی در میمون‌های بزرگ مانند بابون‌ها، شمپانزه‌ها و در سطح کمتر در گوریل‌ها نیز وجود دارد؛ و انسان به تنهای مانند شرایط چون رابینسون کروزو قابل ارزیابی نیست و همه به نوعی درگیر در میزان حدود منافع فردی و جمعی می‌گردند.

### درعلوم سیاسی
در علوم سیاسی جوامع از نظر ساختار سیاسی مورد توجه قرار دارند. به تناسب اندازه و پیچیدگی جوامع می‌توان دسته‌بندی‌های چون قوم، قبیله و در حد اعلا آن جوامع دولتی برای آن درنظر گرفت. این ساختارها بسته به شرایط فرهنگی، جغرافیایی و تاریخی که این جوامع دارند، می‌تواند به اشکال و درجات مختلف قدرت سیاسی خود را بروز دهد.

### در جامعه‌شناسی نیک آیین
از نظر پیتر برگر جامعه یعنی «... یک دست‌آورد انسانی و دیگر هیچ با این تفاوت که این دست‌آورد همچنان در حال تغییر و تأثیر گذاری بر تولیدکنندگان خود است». یعنی جامعه را انسان‌ها ایجاد کرده‌اند ولی این آفریده هر روز بر می‌گردد و انسان و الگوهایش را بازتعریف می‌کنند
گرهارد لنسکی جوامع را بر اساس سطح فن آوری، ارتباطات و اقتصادشان به پنج طبقه، دسته‌بندی می‌کند: ۱- شکارچیان و جمع‌کننده‌ها ۲- کشاورزی ساده ۳-کشاورزی پیشرفته ۴- صنعتی ۵-ویژه (مانند جوامع ماهیگیری یا دریایی). مشابه همین عمل را پیشتر از آن مرتون فرید (انسان‌شناس) بر اساس تکامل و ساختار سلسله مراتب جامعه مبتنی بر نقش حاکمیت انجام داده بود که دسته‌بندی وی شامل چهار دسته می‌باشد.
- گروه‌های شکارچی (که وظایف و مسئولیت‌ها در آنها تقسیم شده بود) که در مرحله بعد به جوامع کشاورزی ختم می‌شود
- جوامع قبیله‌ای که ساختار سلسله مراتبی و مقام و منزلت اجتماعی در سطح بسیار محدود وجود دارد.
- جوامع سلسله مراتبی (کاست بندی شده) که توسط طبقه ارشد یا سردسته‌ها سرپرستی می‌شوند
- جوامع متمدن که ترکیبی پیچیده از طبقه‌بندی‌ها و سازمان‌ها توسط دولت‌ها اداره و سازماندهی می‌شوند.

از دیدگاه زمانی برخی از فرهنگ‌ها به تدریج به سمت تکامل و پیچیده‌تر شدن سوق یافتند و الگوهای اجتماعی آنها از مرحله‌ای به مرحله بعد ارتقاء یافت. قبایل شکارچی و خوشه چین با امکان ذخیره‌سازی خوراک یکجانشین شدند و جوامع روستایی، کشاورزی را به‌وجود آوردند و به مرور روستاها به شهر و شهرها به کشور تبدیل شد.

## انواع
جوامع گروه‌های اجتماعی هستند که تناسب سبک معیشت و نوع استفاده از فناوری برای تأمین نیازهای خود، قابل دسته‌بندی اند. هر چند در طول تاریخ انسان‌ها انواع متفاوتی از جوامع را بنا کرده‌اند ولی انسان شنانسان تمایل دارند که جوامع را براساس نظام طبقاتی و نحوه دسترسی به منابع، مزایای و قدرت دسته‌بندی کند چرا که تقریباً در تمام در جوامع به تدریج فرایند طبقه‌بندی اجتماعی رخ داده و اعضا آن جامعه به سطوح مختلفی از قدرت و ثروت و اعتبار دست می‌یابند که منجر به نابرابری در بین مردم می‌شود از این نظر کلیه جوامع را می‌توان به سه دسته اصلی پیشاصنعتی، صنعتی و پساصنعتی طبقه‌بندی نمود

### پیشاصنعتی
در یک جامعه پیش صنعتی، تولید مواد غذایی که از طریق استفاده از نیروی انسانی و حیوانات انجام می‌شود، اصلی‌ترین فعالیت اقتصادی بوده است. این جوامع با توجه به سطح فناوری و روش تولید مواد غذایی، به زیر مجموعه‌ها شکار و جمع‌آوری، دامداری، باغداری، کشاورزی و فئودال قابل تقسیم هستند.

#### شکار و جمع‌آوری
در این جوامع روش اصلی تأمین خوراک، جمع‌آوری روزانه گیاهان وحشی و شکار حیوانات وحشی بوده است. از این رو شکارچیان به‌طور مدام مجبور بودند برای تهیه غذا در حرکت باشند و امکان اسکان دائمی برای آنها وجود نداشته است و از این رو آثار باستانی چندانی از مردمان این دوره به جا نمانده است و معمولاً در قالب گروه‌های کوچک که امکان تأمین غذا از محدوده جغرافیایی شان ممکن بوده باشد در کنار هم زندگی می‌کردند. هر چقدر منابع غذایی محل فراوان‌تر بوده، امکان زندگی در گروه‌های بزرگتر نیز میسر می‌شده و همین افزایش تعداد اعضا گروه مبدأ اولیه ایجاد ساختارهای اجتماعی سلسله مراتبی را به‌وجود آورده که به شکل سرپرستی در بین آنها اجرا می‌شده است؛ ولی در کل به دلیل نیاز به چالاکی برای جابه‌جای به ندرت این فرصت را به‌وجود می‌آورده است که اعضا گروه از ۱۰۰ نفر بیشتر شوند. در این جوامع هر چند اشکالی از ساختار سلسله مراتبی وجود داشته و رهبری شخصی یا کاریزماتیک وجود داشته ولی اساساً امتیازات و جایگاه افراد درون گروه نسبتاً مساوی بوده و تصمیمات با توافق جمع گرفته می‌شده‌اند و صرفاً در شرایط ویژه بوده است که رهبر یا رئیس از قدرت خود استفاده می‌کرده است یا اصولاً قدرتی برایش متصور بوده است و هیچ نظام سیاسی مدونی در بین اعضا گروه وجود نداشته است. اکثر افراد این جوامع دارای اشتراکات فامیلی بوده‌اند و سازماندهی آن مشابه ساختار خانواده بوده که همین امر در فرایند آموزش و تولید هم اعضا را نسبت به هم مکلف می‌نموده است.

#### دامدار یا دامپرور
این نوع جوامع نسبت به گونه قبلی پیچیده‌تر محسوب می‌شدند و به جای جستجوی مداوم برای خوراک، افراد اقدام به رام و اهلی کردن حیوانات نموده و خوراک خود را از آنها تأمین می‌کردند ولی این شکل از زندگی افراد را وادار می‌کرده است که برای تأمین خوراک حیوانات خود و استفاده از مراتع مناسب، به سبک زندگی عشایری سوق دهد. دراین روش تأمین خوراک به روش مطمئن‌تری رخ می‌داد و مسیر حرکت افراد جامعه بیش‌تر قابل پیش‌بینی بوده است. افزایش سطح تولید خوراک امکان رشد جمعیت بیشتر را به این جوامع بخشید ولی از طرفی برای تولید مواد غذایی نیاز به نیرو انسانی کمتری بود. این موضوع باعث شد که افراد جامع فرصت تخصصی کردن مشاغل و مسئولیت‌ها را پیدا کنند که منجر به پیچیده‌تر شدن ساختار این جوامع نسبت به گروه اول شد. به عنوان مثال از نیرو مازاد بر نیاز برای تولید مواد غذایی گروهی به سمت ابزار سازی و تولید صنایع دستی و اسلحه‌سازی و حتی جواهرسازی کشیده شوند. اضافه محصول دراین روش تولید جامعه را به ایجاد ساختارهای تجاری سوق داده و رونق و رواج تجارت موجب افزایش نابرابری در سطح جامعه انجامید. هر چه خانواده‌ای ابزار و کالاهای بیشتری در اختیار داشت، قدرت بیشتری کسب می‌نمودند و بین اعضا جوامع نابرابری بیشتری را ایجاد می‌کرد. در این مرحله انسان انتقال اموال از نسلی به نسل بعد را آموخت که ریشه تمرکز ثروت و قدرت موروثی در جامعه گردید.

#### باغبان یا باغدار
استفاده از میوه و سبزیجات یکی از روش‌های تأمین خوراک برای انسان بوده است که در جوامع باغدار مشابه آنچه در جوامع دامپرور دیده شد، برخی از گروه‌های انسانی با دخالت در فرایند رشد گونه‌های گیاهی مد نظر خود مانند حذف و سوزاندن گیاهان غیر مفید و استفاده از خاکستر به عنوان کود و امثلهم سعی بر تأمین ساده‌تر و بیشتر خوراک می‌نمودند و در این راه وابسته به نیرو انسانی و ابزارهای ابتدای بودند. دراین روال گروه چند سالی از یک منطقه استفاده می‌کردند و بعد از اینکه زمین مورد استفاده بی ثمر می‌شد آن را به حال خودش رها می‌کردند و روندی مشابه را برای منطقه جدید دیگری را از سر می‌گرفتند. این روش هرچند به معنی یکجانشینی بشر نبود ولی مدت نسبتاً طولانی‌تر از جوامع پیش از خودش امکان اقی ماند در محل را داشتند و این موضوع باعث می‌شد که امکان ایجاد روستا‌های موقت یا دائمی را به تناسب شرایط محل زیست را داشته باشند. در این دوره امکان ایجاد روستاهای با جمعیت ۳۰ الی ۲۰۰۰ برای بشر ممکن گردید.
در این‌جا نیز مشابه جوامع دامپرور، غذای اضافی منجر به پیچیده‌تر شدن نحوه تقسیم کار و افزایش جمعیت مازاد برای تولید خوراک گردید که منجر به تخصصی شدن مشاغل شد. از این مرحله به دلیل یکجانشینی بیشتر آثار باستانی بیشتری به جامانده است. در این مرحله نابرابری در ثروت و قدرت به مراتب از مراحل قبل بیشتر شده و اشکال پیچیده‌تر ساختارهای سیاسی ظهور پیدا کردند.

#### جوامع کشاورزی
جوامع کشاورزی از پیشرفت‌های فناوری بیشتری برای کشت محصولات زراعی مورد نیاز در یک منطقه بزرگ استفاده می‌کردند و برخلاف جوامع باغداری محدود به مراقبت و استفاده از امکانات موجود نبودند. جامعه‌شناسان این مرحله از رشد جوامع بشری را به نام انقلاب کشاورزی می‌شناسند و نام نهاده‌اند. در این جوامع امکان تأمین خوراک از روش کشاورزی و نگهداری و پرورش حیوانات باعث گردید میزان محصول مازاد آن چنان زیاد شود که درصد بیشتری از افراد بدون نیاز از نگرانی در یافتن خوراک به شکل تخصصی‌تر به فعالیت‌های جنبی مورد نیاز جامع توجه کنند و شهرها به عنوان مراکز صنفی حمایت از حاکمان، معلمان، صنعتگران، بازرگانان و حتی رهبران مذهبی به‌وجود آمدند.
همین امر باعث گردید درجه‌بندی‌های به مراتب بیشتری در سلسله مراتب اجتماعی بشر ایجاد شود؛ مثلاً در دوران انسان گردآورنده و شکارچی نقش زن و مرد با هم تقریباً برابر بود و چه‌بسا زنان در گردآوری ازمردان مؤثر تر بودند ولی در ساختار جدید نقش زنان برای تهیه غذا کمرنگ‌تر شد و به‌تدریج باعث شد که تابع مردان گردند. با گسترش روستاها و شهرها به مناطق مجاور یکدیگر، ناگزیر تعداد درگیری جوامع مجاور نیز افزایش می‌یافت و به اجبار کشاورزان برای محافظت خود در برابر تهاجم همسایگان مجبور به تأمین خوراک و امکانات برای گروه جنگاوران خود گشتند که به تدریج همین گروه جنگاوران به شکل طبقه اشراف سیستم حکومتی جدیدی را در جامعه ایجاد کردند که خود باعث آن می‌شد که در درون جامعه گروهی از فرادستان امکان استفاده بیشتر از کالاها و امکانات اعضا فرودست جامعه را پیدا کنند.

#### جوامع فئودال
فئودالیسم نوعی از جامع است که مبتنی برا مالکیت زمین شکل گرفته بود. برخلاف کشاورزان امروزی، در جوامع فئودالی، افراد مکلف بودند روی زمین‌های ارباب خود کار کنند و در مقابل از حمایت نظامی اربابان استفاده کنند. در عمل، در این روش، اربابان از دهقانان باعث خدماتی محدود و حق امتیاز مالکیت زمین سوء استفاده می‌کردند و ساختاری را ایجاد کردند که املاک یک قلمرو فئودالی در نسل‌های متمادی در اختیار یک گروه محدود باقی بماند و خانواده‌های دهقانان آن قلمرو نیز مکلف بودند که نسل‌ها در همان زمین‌ها به ارائه خدمت به اربابان خود ادامه دهند.

### جوامع صنعتی
در بازه سده‌های پانزدهم و شانزدهم یک سیستم اقتصادی جدید به تدریج شروع به جایگزینی با روش فئودالیسم نمود. سرمایه‌داری با رقابت آزاد که منبع تولید ثروت از زمین را به ارزش تولید و مالکیت ابزار تولید جایگزین کرد. فرصت اکتشاف در سرزمین‌های جدید قاره آمریکا و تجارت فلزات و ابریشم و ادویه خارجی در جوامع اروپایی موتور محرکه این سیستم جدید اقتصادی گردید.
استفاده از نیرو ماشین آلات صنعتی باعث افزایش چشمگیر بهره‌وری شد و این افزایش بهره‌وری باعث مازاد تولید به مراتب بیشتر از دوران پیشین گردید و این افزایش صرفاً در حوزه محصولات کشاورزی و خوراک نبود و شامل کالاهای تولیدی نیز می‌شد.
افزایش تولید منجربه افزایش رشد جمعیت و به دنبال آن افزایش نیرو مازاد بیشتر گردید به شکلی که در مراحل اولیه مردم مجبور به مهاجرت به شهرها و در مراحل بعد به سرزمین‌های دورتر گردید. این افزایش تعداد نیرو کار باعث گردید که سرمایه داران بتواند با دستمزدهای بسیار پایین امکان بهره‌برداری از نیرو کار را بیابند که منجر به تشدید نابرابری در جامعه نسبت به کلیه ادوار پیشین گردد.

### جوامع پساصنعتی
جوامع پساصنعتی جوامعی هستند که بیش از این که متأثر از فرایند تولید کالا باشند تحت سلطه و سیطره اطلاعات، خدمات و فناوری بالا هستند. اکنون جوامع پیشرفته صنعتی بیشتر شاهد تغییر در بخش خدمات هستند تا تولید. به عنوان مثال در ایالات متحده بیش از نیمی از نیروی کار در بخش صنایع خدماتی به کار گرفته می‌شوند که زمینه‌هایی مانند خدمات دولتی، پژوهش، آموزش، بهداشت، فروش، قانون و بانکداری از شاخص‌ترین آنهاست.